# فقي طيران
فقي طيران (بالكردية فەقێ تەیران ,Feqiyê Teyran) (عاش 1590-1660) يعتبر واحدا من كبار الشعراء والكتاب الكلاسيكيين الكرد ولد مير محمد وهو الاسم الحقيقي لفقي طيران في قرية ميك الواقعة في مقاطعة هكاري في الدولة العثمانية (جنوب شرق تركيا في الوقت الحاضر) في سنة 1590 م. توفي فقي طيران في سنة 1660 م بقرية ميك.